# ギーロック県
ギーロック県（ギーロックけん、ベトナム語：Huyện Nghi Lộc / 縣宜祿? ）は、ベトナム社会主義共和国ゲアン省の県。面積は347.7 km²、人口は205,847人（2010年）である。

## 行政区画
1市鎮28社を管轄する。